# Xyletobius walsinghamii
Xyletobius walsinghamii là một loài bọ cánh cứng thuộc họ Ptinidae.